# Helmut-Felix Bolz
Helmut-Felix Bolz foi um piloto alemão da Luftwaffe durante a Guerra Civil Espanhola e Segunda Guerra Mundial. Abateu 17 aeronaves inimigas, 3 delas em Espanha, o que fez dele um ás da aviação.